# Министерство общественных работ, транспорта и связи Португалии
Министерство общественных работ, транспорта и связи Португалии отвечает за определение, координацию и реализацию государственной политики в области строительства и общественных работ, воздушного транспорта, внутренних водных путей, морских и наземных коммуникаций.

## История
- 1852 - Создание Министерства общественных работ, торговли и промышленности
- 1910 - Министерство развития
- 1917 - Министерство торговли
- 1919 - Министерство торговли и связи
- 1932 - Министерство общественных работ и связи
- 1946 - Министерство общественных работ и Министерство связи
- 1974 - Министерство общественных работ и окружающей среды
- 1975 - МЧС и Министерство транспорта и коммуникаций
- 1976 - Министерство общественных работ и Министерство жилищного строительства, городского планирования и строительства
- 1978 - Министерство жилищного строительства и общественных работ
- 1981 - Министерство жилищного строительства, общественных работ и транспорта
- 1983 - Министерство чрезвычайных ситуаций
- 1985 - Министерство общественных работ, транспорта и связи
- 1996 - Министерству инфраструктуры, планирования и территориального управления
- 1999 - МЧС и Министерство планирования
- 2002 - Министерство общественных работ, транспорта и жилищного строительства
- 2004 - Министерство общественных работ, транспорта и связи

## Организационная структура
- Министр общественных работ, транспорта и связи
  - Помощник государственного секретаря по вопросам общественных работ и коммуникаций
  - Государственный секретарь по вопросам транспорта
    - Управление стратегического планирования и международных отношений
    - Генеральная инспекция общественных работ, транспорта и связи
    - Генеральный секретариат
      - Институт строительства и недвижимости
      - Национальный институт гражданской авиации
      - Порты и морской транспорт
      - Институт мобильности и наземного транспорта
      - Институт автомобильных инфраструктур
      - Национальная лаборатория гражданского строительства
      - Консультативный совет общественных работ, транспорта и связи
      - Управление предупреждения и расследования авиационных происшествий